# Eyüplü (Saimbeyli)
Eyüplü ist ein Ortsteil (Mahalle) im Landkreis Saimbeyli der türkischen Provinz Adana mit 450 Einwohnern (Stand: Ende 2024). Im Jahr 2011 hatte Eyüplü 471 Einwohner.